# Elaeagnus infundibularis
Elaeagnus infundibularis är en havtornsväxtart som beskrevs av Momiyama. Elaeagnus infundibularis ingår i släktet silverbuskar, och familjen havtornsväxter. Inga underarter finns listade i Catalogue of Life.